# Greg Ion
Gregory Stewart Ion (Vancouver, Brit Columbia, 1963. március 12. – ) kanadai válogatott labdarúgó. 

## Pályafutása

### Klubcsapatban
Vancouverben, Brit Columbiában született. 1981 és 1982 között az amerikai Portland Timbers játékosa volt. 1983-ban a Montreal Manic, 1984-ben az amerikai Tulsa Roughnecks csapatában szerepelt. 1984-től többnyire teremben játszott. 1984 és 1987 között a Los Angeles Lazers, 1987-ben a Minnesota Strikers, 1987 és 1988 között a Chicago Sting, 1988-ban és 1990-ben a Vancouver 86ers, 1988 és 1990 között a Kansas City Comets, 1990 és 1992 között a Tacoma Stars, 1993-ban a Portland Pride volt a csapata. 

### A válogatottban
1983 és 1988 között 6 alkalommal szerepelt a kanadai válogatottban. Részt vett az 1986-as világbajnokságon, de egyetlen csoportmérkőzésen sem lépett pályára.